# 3270 에뮬레이터

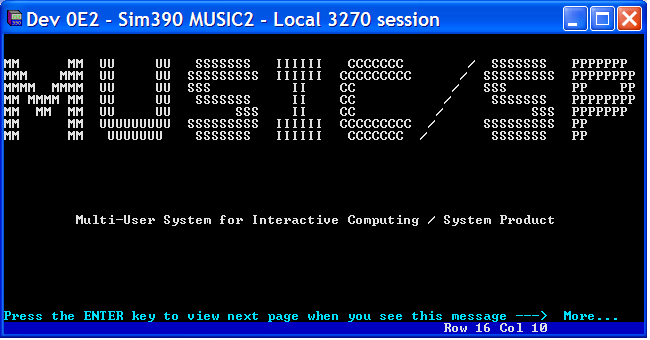
tn3270 터미널 에뮬레이터가 윈도우에서 실행 중인 모습.

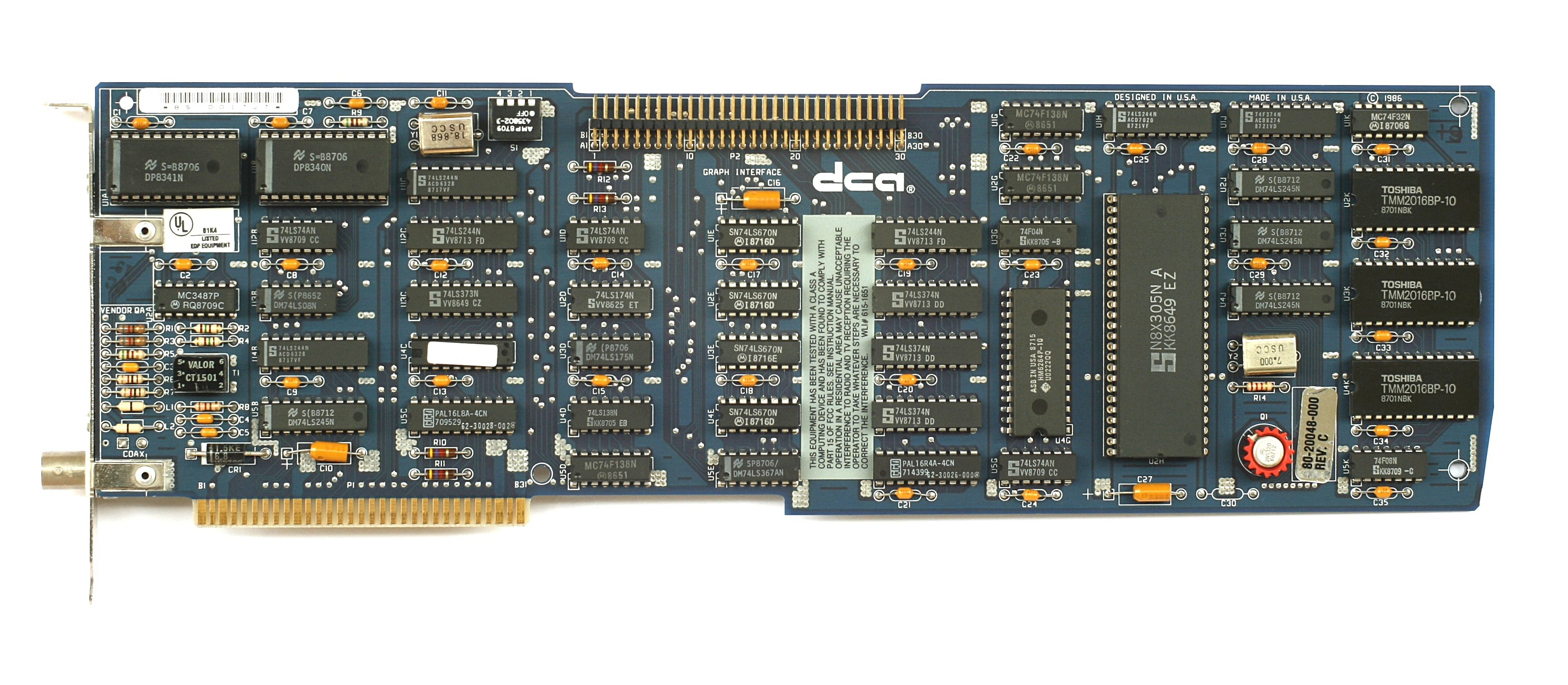
PC용 DCA IRMA II ISA.

3270 에뮬레이터(3270 emulator)는 PC나 비슷한 마이크로컴퓨터 상에서 IBM 3270 메인프레임 컴퓨터 터미널의 기능을 복제해놓은 터미널 에뮬레이터이다.
오리지널 3270 시리즈의 터미널들이 동축 케이블을 사용하여 호스트 컴퓨터에 연결되며, 에뮬레이터를 사용하려면 동축 어댑터 카드를 PC에 설치해야 한다. 오늘날 수많은 에뮬레이터들은 인터넷을 포함한 TCP/IP 네트워크 상에서 TN3270 변종의 텔넷 프로토콜을 통해 메인프레임 컴퓨터와 통신하므로 더 이상 특수한 하드웨어가 필요하지 않다.

## 제품
1983년에 IBM은 PC, 3270 에뮬레이션 소프트웨어, 동축 인터페이스 카드를 포함한 번들 패키지 IBM 3270 PC를 마케팅하였다. 3270 에뮬레이터는 또한 어테치메이트(Attachmate)와 에리콤(Ericom)과 같은 수많은 서드파티 업체들을 통해 구매가 가능하다. 일부 솔루션들은 동축 인터페이스가 LAN을 통해 워크스테이션에 의해 공유될 수 있도록 허용하였다.

## 같이 보기
- 터미널 에뮬레이터
- IBM 3270